# Atlantisk hål-lav
Atlantisk hål-lav (Menegazzia subsimilis) är en lavart som först beskrevs av H.Magn., och fick sitt nu gällande namn av Rolf Santesson. Atlantisk hål-lav ingår i släktet Menegazzia, och familjen Parmeliaceae. Enligt den svenska rödlistan är arten akut hotad i Sverige. Arten förekommer i Götaland. Artens livsmiljö är våtmarker, skogslandskap.